# Крукхейвен
Крукхейвен (англ. Crookhaven; ирл. An Cruachán) — деревня в Ирландии, находится в графстве Корк (провинция Манстер).

## История
Первое упоминание о деревне датировано 1199 годом и встречается в письме Папы Римского Иннокентия III. В середине XVII века близ деревни была построена крепость, до настоящего времени не сохранившаяся. Её бывшее местоположение также неизвестно. В середине XIX века в Крукхейвене действовала медная шахта.

## Название
В ирландской мифологии Cruachán — название врат в подземный мир. Одно имя с деревней носит ирландская музыкальная группа.